# بوتلوة نائية
بوتلوة نائية (الاسم العلمي:Bouteloua distans) هي نوع من النباتات تتبع جنس البوتلوة من الفصيلة النجيلية.